# 結婚適齢期
結婚適齢期（けっこんてきれいき）は、男女が結婚するのに適切とされる年齢範囲のことを指す。

## 概要

### 法制度上の適齢
様々な国家、地域、社会において、結婚に適切であるとされる年齢はおおよそ決まっている。
例として日本においては、（史実における実例・その他因習や科学的根拠の正否・是非は考慮せず）法的な下限として日本国内の民法下では男子が18歳以上、女子は16歳以上が「婚姻適齢」と定められていた（民法731条）が、未成年者の婚姻には親権者の同意が必要であった（民法737条）。
2018年の民法改正法が、2022年（令和4年）4月1日より施行され、婚姻適齢が両性とも18歳に統一された。成人年齢が18歳になるため、親権者の同意も不要となった。

### 実情としての適齢期
日本において、統計上の初婚年齢の推移としては、次の通りである（全国平均）。
|    | 1975年 (昭和50年) | 1995年 (平成7年) | 2009年 (平成21年) |
| -- | ----------------- | ---------------- | ----------------- |
| 男 | 27.0歳            | 28.5歳           | 30.4歳            |
| 女 | 24.7歳            | 26.3歳           | 28.6歳            |

女子の場合は特に出産年齢の限界が意識されることにより、大まかな結婚適齢の上限が社会的意識の中に存在する。また、国勢調査のデータによると男子の場合も35歳を過ぎると婚姻するのが非常に難しくなることが明らかとなっている（30代後半の者が新たに相手を見つけて5年後に結婚している割合は僅か3%、未婚者だけに限っても10%程度に過ぎない）。
以上はあくまで現代の話であり、結婚適齢期は文化や社会、またその時代によって異なる。とりわけ前近代と現代ではデータの上で現代のほうが大きく晩婚化している。たとえば現代においてはおおむね15歳以下での結婚を認める国はなく、例としてスウェーデン王国では、婚姻適齢が男子21歳以上、女子18歳以上となっている。一方、前近代イスラーム法（シャリーア）では、女子は9歳から結婚・セックスが可能であり、男子も13歳程度で結婚可能である。現在でもイラン・サウジアラビア・イエメンなどイスラーム教世界の一部の国ではシャリーアが有効であり、即ち合法である。こうした制度や慣行が女子の意に反した結婚の強制の要因とならないよう、1956年に国際連合が採択した奴隷制度廃止補足条約はその第2条にて、この廃絶のために必要に応じて適切な婚姻の最低年齢について定めることを明記しているが、各国のルールに対しての強制力は存在しない。
一般的には心身の成熟度、経済的有余、社会的地位、健康度の４つが満たされることを重要視している。

## 結婚適齢期人口
結婚適齢期にある独身の男女の数を「結婚適齢期人口」と呼ぶ。社会は多様であるが、そのそれぞれの文化によっておおよその結婚適齢期は決まっている。ただし、現代でも社会や文化によって多少結婚適齢期が異なるため、国家間の比較は難しい場合もある。

## 関連文献
- 比較家族史学会編『事典　家族』（弘文堂）
- 『「婚活」時代』山田昌弘（ディスカヴァー・トゥエンティワン）
- 『結婚氷河期をのりきる本！』（メディアファクトリー）